# Рісті (Ляене-Ніґула)
Рі́сті (ест. Risti alevik) — селище в Естонії, у волості Ляене-Ніґула повіту Ляенемаа.

## Населення
Чисельність населення на 31 грудня 2011 року становила 532 особи.

## Географія
Через населений пункт проходить автошлях 9 (Еесмяе — Хаапсалу — Рогукюла). Від селища починаються автошляхи 10 (Рісті — Віртсу — Куйвасту — Курессааре) та 
16151 (Рісті — Куййие).

## Історія
З 20 лютого 1992 року до 27 жовтня 2013 року селище входило до складу волості Рісті й було її адміністративним центром.

## Пам'ятки

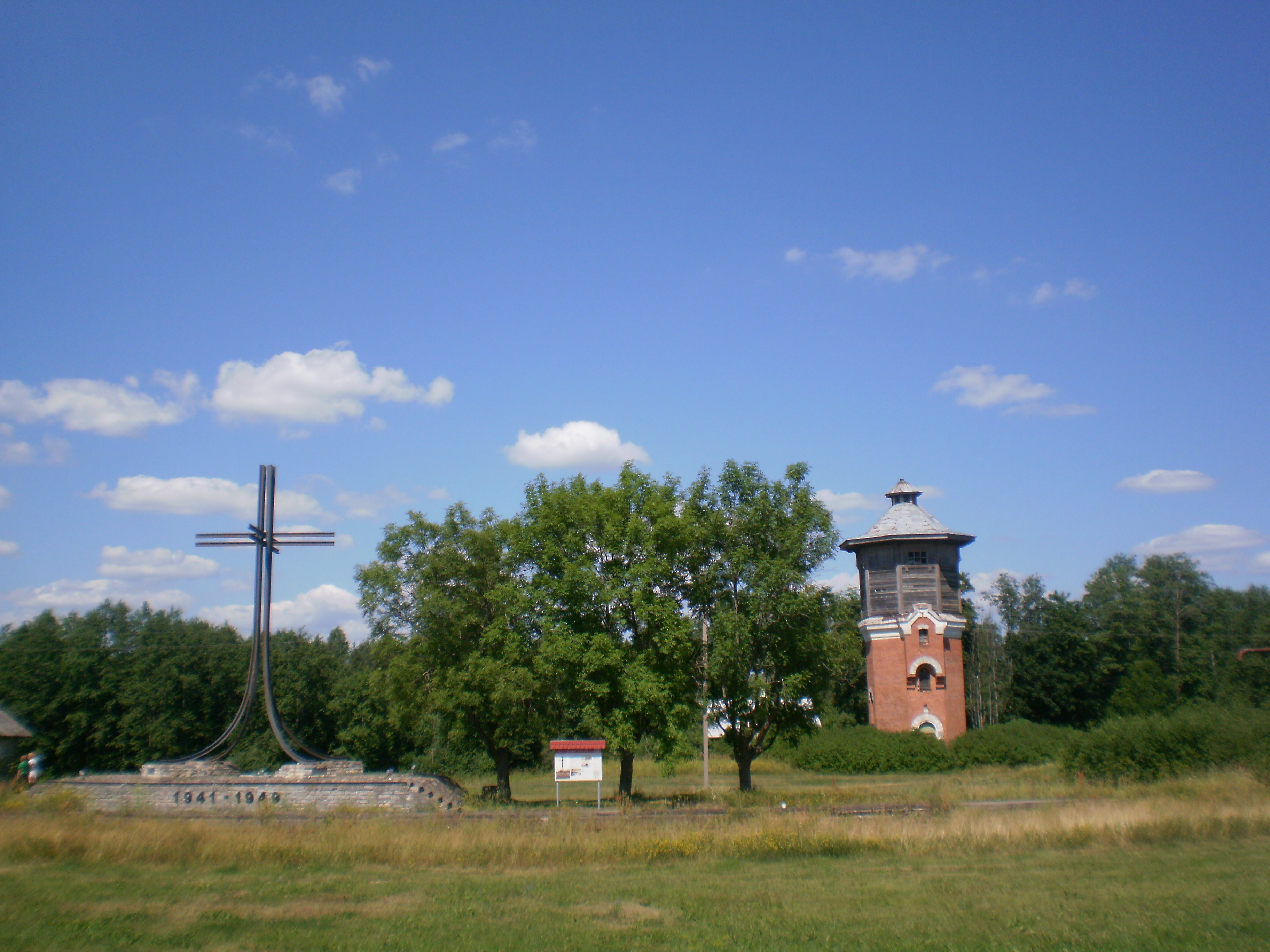
Меморіал пам'яті депортованих

- Меморіал на згадку про депортованих із Західної Естонії.